# Coupe du monde féminine de baseball 2010
Navigation
Édition précédente Édition suivante
La Coupe du monde féminine de baseball 2010 est la 4e édition de cette épreuve mettant aux prises les meilleures sélections nationales. Elle s'est tenue du 12 au 22 août 2010 au Venezuela.
Le Japon conserve son titre acquis en 2008 en battant l'Australie en finale, 13-3.

## Sélections
Onze équipes participent à cette édition:
| Poule A   | Poule A                |
| --------- | ---------------------- |
| Australie | 4e Coupe du monde 2008 |
| Canada    | Coupe du monde 2008    |
| Taïwan    | 5e Coupe du monde 2008 |
| Hong Kong | 8e Coupe du monde 2008 |
| Pays-Bas  | 1re apparition         |
| Venezuela | 1re apparition         |

| Poule B      | Poule B                |
| ------------ | ---------------------- |
| Cuba         | 6e Coupe du monde 2008 |
| Japon        | Coupe du monde 2008    |
| Porto Rico   | 1re apparition         |
| Corée du Sud | 6e Coupe du monde 2008 |
| États-Unis   | Coupe du monde 2008    |

## Format du tournoi
Lors du premier tour, les équipes sont réparties en deux poules au format round robin (A et B). Les trois meilleures équipes se qualifient pour une poule C où les équipes conservent leur résultats du 1er tour face aux qualifiés de leur poule. Elles rencontrent les équipes venant de l'autre poule. Pendant ce temps, les deux derniers des poules A et B s'affrontent en round robin dans une poule D pour déterminer les matchs de classement.
À l'issue des poules C et D, les 4 premiers de la poule C s'affrontent en demi-finales et finale. Toutes les autres équipes s'affrontent en matchs de classement. 
Si une équipe mène de plus de 10 points après le début de la 5e manche ou 12 en 4e manche, le match est arrêté (mercy rule).

## Classement final
| Pl. | Sélection    |
| --- | ------------ |
|     | Japon        |
|     | Australie    |
|     | États-Unis   |
| 4   | Venezuela    |
| 5   | Canada       |
| 6   | Cuba         |
| 7   | Taïwan       |
| 8   | Porto Rico   |
| 9   | Corée du Sud |
| 10  | Pays-Bas     |

## Premier tour

### Poule A
| Date    | Lieu    | Recevant  | Visiteur  | Score         |
| ------- | ------- | --------- | --------- | ------------- |
| 12 août | Vargas  | Taïwan    | Hong Kong | 17 - 1 (5 m.) |
| 12 août | Vargas  | Australie | Canada    | 1 - 6         |
| 12 août | Caracas | Pays-Bas  | Venezuela | 4 - 20 (5 m.) |
| 13 août | Caracas | Canada    | Taïwan    | 7 - 6         |
| 13 août | Caracas | Hong Kong | Pays-Bas  | 9 - 12 (3 m.) |
| 15 août | Maracay | Australie | Pays-Bas  | 16 - 3 (5 m.) |
| 15 août | Maracay | Taïwan    | Venezuela | 3 - 5         |
| 16 août | Maracay | Canada    | Pays-Bas  | 12 - 1 (5 m.) |
| 16 août | Maracay | Australie | Taïwan    | 4 - 0         |
| 16 août | Maracay | Pays-Bas  | Taïwan    | 0 - 11        |
| 16 août | Maracay | Venezuela | Canada    | 3 - 2 (8 m.)  |
| 17 août | Maracay | Venezuela | Australie | 8 - 1         |

| Pl. | Équipe     | J | V | D | PM | PC | %     |
| --- | ---------- | - | - | - | -- | -- | ----- |
| 1   | Venezuela  | 4 | 4 | 0 | 36 | 10 | 1.000 |
| 2   | Canada     | 4 | 3 | 1 | 27 | 11 | .750  |
| 3   | Australie  | 4 | 2 | 2 | 22 | 17 | .500  |
| 4   | Taïwan*    | 4 | 1 | 3 | 20 | 16 | .250  |
| 5   | Pays-Bas   | 4 | 0 | 4 | 8  | 59 | .000  |
| 6   | Hong Kong* | 1 | 0 | 1 | 1  | 17 | .000  |

- Le résultat de Taïwan/Hong Kong n'est pas comptabilisé à la suite du retrait de la compétition de l'équipe de Hong Kong consécutif à un incident lors de la rencontre Pays-Bas/Hong Kong.

J : rencontres jouées, V : victoires, D : défaites, PM : points marqués, PC : points concédés, % : pourcentage de victoire.

### Poule B
| Date    | Stade   | Recevant     | Visiteur     | Score         |
| ------- | ------- | ------------ | ------------ | ------------- |
| 12 août | Maracay | États-Unis   | Japon        | 1 - 5         |
| 12 août | Maracay | Corée du Sud | Cuba         | 9 - 21 (6 m.) |
| 13 août | Maracay | Cuba         | Japon        | 1 - 3         |
| 15 août | Maracay | Porto Rico   | Cuba         | 1 - 12 (6 m.) |
| 15 août | Maracay | Corée du Sud | États-Unis   | 0 - 21 (5 m.) |
| 15 août | Maracay | Japon        | Corée du Sud | 14 - 0 (5 m.) |
| 15 août | Maracay | Cuba         | États-Unis   | 0 - 5         |
| 16 août | Maracay | Porto Rico   | Corée du Sud | 10 - 0 (5 m.) |
| 16 août | Maracay | États-Unis   | Porto Rico   | 9 - 0         |
| 17 août | Maracay | Japon        | Porto Rico   | 10 - 0 (6 m.) |

| Pl. | Équipe       | J | V | D | PM | PC | %    |
| --- | ------------ | - | - | - | -- | -- | ---- |
| 1   | Japon        | 4 | 3 | 1 | 32 | 2  | .750 |
| 2   | États-Unis   | 4 | 3 | 1 | 36 | 5  | .750 |
| 3   | Cuba         | 4 | 2 | 2 | 34 | 18 | .750 |
| 4   | Porto Rico   | 4 | 1 | 3 | 11 | 31 | .250 |
| 5   | Corée du Sud | 4 | 0 | 4 | 9  | 66 | .000 |

J : rencontres jouées, V : victoires, D : défaites, PM : points marqués, PC : points concédés, % : pourcentage de victoire.

## Deuxième tour

### Poule C
| Date    | Lieu    | Recevant   | Visiteur   | Score         |
| ------- | ------- | ---------- | ---------- | ------------- |
| 18 août | Maracay | Canada     | États-Unis | 1 - 10        |
| 18 août | Maracay | Japon      | Australie  | 9 - 10        |
| 18 août | Maracay | Venezuela  | Cuba       | 4 - 3         |
| 19 août | Maracay | Australie  | Cuba       | 6 - 2         |
| 19 août | Maracay | Japon      | Canada     | 6 - 2         |
| 19 août | Maracay | Venezuela  | États-Unis | 7 - 6         |
| 20 août | Maracay | Canada     | Cuba       | 10 - 9        |
| 20 août | Maracay | États-Unis | Australie  | 6 - 19 (6 m.) |
| 20 août | Maracay | Japon      | Venezuela  | 10 - 0 (5 m.) |

| Pl. | Équipe     | J | V | D | PM | PC | %    |
| --- | ---------- | - | - | - | -- | -- | ---- |
| 1   | Japon      | 5 | 4 | 1 | 33 | 14 | .800 |
| 2   | Venezuela  | 5 | 4 | 1 | 22 | 22 | .800 |
| 3   | Australie  | 5 | 3 | 2 | 37 | 31 | .600 |
| 4   | États-Unis | 5 | 2 | 3 | 24 | 32 | .400 |
| 5   | Canada     | 5 | 2 | 3 | 21 | 29 | .400 |
| 6   | Cuba       | 5 | 0 | 5 | 15 | 28 | .000 |

J : rencontres jouées, V : victoires, D : défaites, PM : points marqués, PC : points concédés, % : pourcentage de victoire.

### Poule D
| Date    | Lieu    | Recevant     | Visiteur     | Score         |
| ------- | ------- | ------------ | ------------ | ------------- |
| 19 août | Maracay | Taïwan       | Corée du Sud | 12 - 2 (6 m.) |
| 19 août | Maracay | Porto Rico   | Pays-Bas     | 11 - 1 (6 m.) |
| 20 août | Maracay | Porto Rico   | Taïwan       | 1 - 16 (5 m.) |
| 20 août | Maracay | Corée du Sud | Pays-Bas     | 15 - 5        |

| Pl. | Équipe       | J | V | D | PM | PC | %     |
| --- | ------------ | - | - | - | -- | -- | ----- |
| 1   | Taïwan       | 3 | 3 | 0 | 39 | 3  | 1.000 |
| 2   | Porto Rico   | 3 | 2 | 1 | 22 | 17 | .667  |
| 3   | Corée du Sud | 3 | 1 | 2 | 17 | 27 | .333  |
| 4   | Pays-Bas     | 3 | 0 | 3 | 6  | 37 | .000  |

J : rencontres jouées, V : victoires, D : défaites, PM : points marqués, PC : points concédés, % : pourcentage de victoire.

## Troisième tour

### Matchs de classement5eà10e
| Match  | Lieu    | Stade   | Recevant     | Visiteur   | Score  |
| ------ | ------- | ------- | ------------ | ---------- | ------ |
| 9e/10e | 21 août | Maracay | Corée du Sud | Pays-Bas   | 11 - 4 |
| 7e/8e  | 21 août | Maracay | Taïwan       | Porto Rico | 4 - 3  |
| 5e/6e  | 21 août | Maracay | Canada       | Cuba       | 5 - 1  |

### Dernier carré
|  | Demi-finales           | Demi-finales           |                        |    | Finale                 | Finale                 |
|  | Demi-finales           | Demi-finales           |                        |    | Finale                 | Finale                 |
|  |                        |                        |                        |    |                        |                        |
|  | 21 août 2010 à Maracas | 21 août 2010 à Maracas |                        |    | 22 août 2010 à Maracas | 22 août 2010 à Maracas |
|  | 21 août 2010 à Maracas | 21 août 2010 à Maracas |                        |    | 22 août 2010 à Maracas | 22 août 2010 à Maracas |
|  | Japon                  | 6                      |                        |    | 22 août 2010 à Maracas | 22 août 2010 à Maracas |
|  | Japon                  | 6                      |                        |    | 22 août 2010 à Maracas | 22 août 2010 à Maracas |
|  | États-Unis             | 1                      |                        |    | 22 août 2010 à Maracas | 22 août 2010 à Maracas |
|  | États-Unis             | 1                      | Japon                  | 13 |                        |                        |
|  | 21 août 2010 à Maracas |                        | Japon                  | 13 |                        |                        |
|  |                        | Australie              | 3                      |    |                        |                        |
|  | Venezuela              | Australie              | 3                      | 2  |                        |                        |
|  | Venezuela              |                        |                        | 2  |                        |                        |
|  | Australie              | 12                     |                        |    |                        |                        |
|  | Australie              | 12                     | Match pour la 3e place |    |                        |                        |
|  |                        |                        |                        |    |                        |                        |
|  | 22 août 2010 à Maracas |                        |                        |    |                        |                        |
|  |                        |                        |                        |    |                        |                        |
|  | États-Unis             | 15                     |                        |    |                        |                        |
|  | États-Unis             | 15                     |                        |    |                        |                        |
|  | Venezuela              | 5                      |                        |    |                        |                        |
|  | Venezuela              | 5                      |                        |    |                        |                        |

En demi-finale, le Japon bat les États-Unis 6 - 1 et l'Australie le Venezuela 12 - 2. Pour la médaille de bronze, les États-Unis gagnent contre le Venezuela 15 - 5, alors que le Japon conserve son titre en battant l'Australie en 5 manches 13 - 3.

## Récompenses
Voici les joueuses récompensées lors du tournoi:
| Position           | Joueuse           |
| ------------------ | ----------------- |
| Lanceuse partante  | Ayami Sato        |
| Lanceuse de relève | Laura Neads       |
| Receveuse          | Tomomi Nishi      |
| 1re base           | Kate Psota        |
| 2e base            | Lelis Gomez       |
| 3e base            | Kristina Kreppold |
| Arrêt-court        | Jena Marston      |
| Champs extérieurs  | Akiko Shimura     |
| Champs extérieurs  | Tamara Holmes     |
| Champs extérieurs  | Leonel Reyes      |
| Frappeuse désignée | Kim McMillan      |

| Récompense                          | Joueuse         |
| ----------------------------------- | --------------- |
| MVP                                 | Ayako Rokkaku   |
| Meilleure moyenne au bâton          | Ayako Rokkaku   |
| Meilleure moyenne de points mérités | Kasumi Noguchi  |
| Meilleure ratio victoires/défaites  | Ayami Sato      |
| Plus de points produits             | Katie Gaynor    |
| Plus de coups de circuits           | Tamara Holmes   |
| Plus de bases volées                | Dayana Bautista |
| Plus de points marqués              | Clarisa Navarro |
| Défenseur exceptionnel              | Tara Herbert    |

## Incident
Le 13 août 2010, pendant le match Pays-Bas/Hong Kong, la troisième base hong-kongaise est atteinte par un tir d'arme à feu lors de son entrée sur le terrain au cours de la quatrième manche. Le match, qui se déroulait à Fort Tiuna dans une garnison militaire de Caracas, est suspendu sur le score de 12-9 en faveur des Pays-Bas. Les autres matchs de vendredi et ceux de samedi sont reportés.
Le 15, les organisateurs du tournoi décident que tous les matchs restants seront joués à Maracay. Hong Kong se retire de la compétition qui se poursuit avec les dix équipes restantes.